# Бучеча
Бучеча (рум. Bucecea) — місто у повіті Ботошані в Румунії. Адміністративно місту підпорядковані такі села (дані про населення за 2002 рік):
- Бохогіна (179 осіб)
- Келінешть (636 осіб)

Місто розташоване на відстані 372 км на північ від Бухареста, 16 км на захід від Ботошань, 110 км на північний захід від Ясс.

## Населення
За даними перепису населення 2002 року у місті проживали 5128 осіб.
Національний склад населення міста:
| Національність | Кількість осіб | Відсоток |
| -------------- | -------------- | -------- |
| румуни         | 5119           | 99,8%    |
| цигани         | 6              | 0,1%     |
| угорці         | 1              | < 0,1%   |
| українці       | 1              | < 0,1%   |
| німці          | 1              | < 0,1%   |

Рідною мовою назвали:
| Мова      | Кількість осіб | Відсоток |
| --------- | -------------- | -------- |
| румунська | 5126           | > 99,9%  |
| угорська  | 1              | < 0,1%   |
| німецька  | 1              | < 0,1%   |

Склад населення міста за віросповіданням:
| Релігія        | Кількість осіб | Відсоток |
| -------------- | -------------- | -------- |
| православні    | 4758           | 92,8%    |
| п'ятдесятники  | 223            | 4,3%     |
| бретрени       | 119            | 2,3%     |
| адвентисти     | 12             | 0,2%     |
| римо-католики  | 11             | 0,2%     |
| лютерани       | 3              | 0,1%     |
| реформати      | 1              | < 0,1%   |
| греко-католики | 1              | < 0,1%   |

## Зовнішні посилання
- Дані про місто Бучеча на сайті Ghidul Primăriilor [Архівовано 14 травня 2012 у Wayback Machine.]